# Nazionale di atletica leggera della Repubblica Ceca
La nazionale di atletica leggera della Repubblica Ceca è la rappresentativa della Repubblica Ceca nelle competizioni internazionali di atletica leggera riservate alle selezioni nazionali.
La Repubblica Ceca ha fatto il suo debutto sportivo nel 1993, a seguito della divisione della Cecoslovacchia in Repubblica Ceca e Slovacchia.

## Bilancio nelle competizioni internazionali
La nazionale ceca di atletica leggera vanta 7 partecipazioni ai Giochi olimpici estivi su 29 edizioni disputate.
Quattro dei cinque ori olimpici conquistati dalla Repubblica Ceca sono stati vinti dai giavellottisti Jan Železný, campione olimpico ad Atlanta 1996 e Sydney 2000 (vincitore anche di un ulteriore oro e di un argento rappresentando la Cecoslovacchia), e Barbora Špotáková, campionessa olimpica a Pechino 2008 e Londra 2012.
Un altro oro è stato vinto dal decatleta Roman Šebrle ad Atene 2004.